# 1927 en sport

Cet article présente les faits marquants de l'année 1927 en sport.

## Automobile
- Le Français Lefebvre remporte le Rallye automobile Monte-Carlo sur une Amilcar.
- 24 heures du Mans : Bentley Motors gagne les 24H avec les pilotes John Benjafield et Sammy Davis.
- 30 mai : 500 miles d'Indianapolis. Le pilote américain George Souders s'impose sur une Duesenberg.
- 3 juillet : Grand Prix de France à Montlhéry. Le pilote français Robert Benoist s'impose sur une Delage.
- 31 juillet : Grand Prix d'Espagne à Lazarte. Le pilote français Robert Benoist s'impose sur une Delage.
- 4 septembre : Grand Prix d'Italie à Monza. Le pilote français Robert Benoist s'impose sur une Delage.
- 1er octobre : Grand Prix de Grande-Bretagne. Le pilote français Robert Benoist s'impose sur une Delage. En remportant quatre des cinq courses du championnat, Delage est sacré champion du monde des constructeurs

## Baseball
- Les New York Yankees remportent les World Series face aux Pittsburgh Pirates.
- Quatrième édition des World Series noires entre les champions de la Negro National League et de la Eastern Colored League. Les Chicago American Giants (NNL) s'imposent face aux Bacharach Giants (ECL).

## Basket-ball
- Stade Français champion de France.

## Cyclisme
- Le Belge Georges Ronsse s’impose sur le Paris-Roubaix.
- Tour de France (19 juin - 17 juillet) : le Luxembourgeois Nicolas Frantz s’impose devant les Belges Maurice De Waele et Julien Vervaecke.
  - Article détaillé : Tour de France 1927
- L’Italien Alfredo Binda s’impose sur le premier Championnat du monde sur route de course en ligne.

## Football
- Rangers champion d’Écosse.
- Newcastle UFC champion d’Angleterre.
- 16 avril : Celtic remporte la Coupe d’Écosse face à East Fife FC, 3-1.
- 23 avril : Cardiff City FC remporte la Coupe d’Angleterre face à Arsenal, 1-0
- 6 mai : l’Olympique de Marseille remporte la Coupe de France face à l’US Quevilly, 3-0.
- 15 mai : Real Unión de Irún remporte la Coupe d'Espagne face à l’Arenas Club de Guecho, 1-0.
- 22 mai : le Grasshopper-Club Zurich est champion de Suisse.
- Cercle de Bruges champion de Belgique.
- 12 juin : le 1.FC Nuremberg est champion d’Allemagne en s'imposant 2-0 en finale nationale face au Hertha BSC Berlin.
- 22 juillet : fondation du second club de la ville de Rome. Après la S.S. Lazio (fondée en 1900), l'AS Roma (Associazione Sportiva Roma en Italien) fusion de trois clubs : Alba, Fortitudo et US Romana.
- Torino, champion d’Italie, est déclassé par la fédération italienne.
- 4 décembre : CA San Lorenzo de Almagro est champion d'Argentine.
  - Article détaillé : 1927 en football

## Football américain
- New York Giants champion de la National Football League. Article détaillé : Saison NFL 1927.

## Football canadien
- Coupe Grey : Balmy Beach de Toronto 9, Tigers de Hamilton 6.

## Golf
- Première édition de la Ryder Cup de golf.
- L’Américain Bobby Jones remporte le British Open.
- L’Américain Tommy Armour remporte l’US Open.
- L’Américain Walter Hagen remporte le tournoi de l’USPGA.

## Hockey sur glace
- Les Sénateurs d'Ottawa remportent la Coupe Stanley 1927.
- 29 janvier : l’Autriche remporte le championnat d'Europe devant la Belgique.
- Coupe Magnus : Chamonix est sacré champion de France.
- HC Davos est sacré champion de Suisse (titre unifié).

## Joute nautique
- Sauveur Liparoti (dit l'esquimau) remporte le Grand Prix de la Saint-Louis à Cette.

## Moto
- Bol d'or : le Français Lempereur gagne l'épreuve.

## Rugby à XV
- L’Écosse et l’Irlande remportent le Tournoi des cinq nations.
- La France obtient sa première victoire dans le Tournoi face à l'Angleterre.
- Le Stade toulousain est champion de France.
- Le Kent champion d’Angleterre des comtés.
- Western Province est champion d’Afrique du Sud des provinces (Currie Cup).

## Tennis
- Tournoi de Roland-Garros :
  - Le Français René Lacoste s’impose en simple hommes face à Bill Tilden en cinq manches 6/4 - 4/6 - 5/7 - 6/3 et 11/9.
  - La Néerlandaise Cornelia Bouman s’impose en simple femmes.
- Tournoi de Wimbledon :
  - Le Français Henri Cochet s’impose en simple hommes.
  - L’Américaine Helen Wills s’impose en simple femmes.
- championnat des États-Unis :
  - Le Français René Lacoste s’impose en simple hommes face à Bill Tilden en trois manches 11/9 - 6/3 et 11/9.
  - L’Américaine Helen Wills s’impose en simple femmes.
- Coupe Davis : les 4 Mousquetaires de l'équipe de France de Coupe Davis (René Lacoste, Henri Cochet, Jean Borotra, Jacques Brugnon) s'imposent face à Bill Tilden, Bill Johnston, Francis Hunter - États-Unis au Germantown Cricket Club de Philadelphie : 3 - 2.
- Le Français René Lacoste est sacré Numéro 1 mondial pour la deuxième année consécutive.

## Naissances
- 6 février : Felix Gerritzen, footballeur allemand. († 3 juillet 2007).
- 16 février : Thadée Cisowski, footballeur français. († 24 février 2005).
- 10 mars : Jupp Derwall, footballeur, puis entraîneur allemand. († 26 juin 2007).
- 2 avril : Ferenc Puskás, footballeur hongrois. († 17 novembre 2006).
- 20 avril : Phil Hill, pilote automobile américain, champion du monde de Formule 1 (1961).
- 26 avril : Harry Gallatin, joueur, puis entraîneur américain de basket-ball († 7 octobre 2015).
- 24 mai : Claude Abbes, footballeur français. Gardien de but de l'équipe de France pour la Coupe du monde 1958. († 11 avril 2008).
- 1er juin : László Kubala, footballeur hongrois († 17 mai 2002).
- 6 août : Janice-Lee Romary, escrimeuse américaine, représenta les États-Unis lors de six J.O consécutifs de 1948 à 1968. († 3 juin 2007).
- 25 août : Althea Gibson, joueuse de tennis américaine des années 1950. († 28 septembre 2003).
- 8 octobre : Jim Ricca, joueur américain de football américain. († 11 février 2007).
- 11 décembre : Stein Eriksen, skieur alpin norvégien († 27 décembre 2015).
- 24 décembre : Les Smith, footballeur britannique. Ancien joueur des Wolverhampton Wanderers et d'Aston Villa. († 8 mars 2008).

## Décès
- 26 mai : Aimé Cassayet, 34 ans, joueur français de rugby à XV. (° 9 avril 1893).
- 27 mai : Ottavio Bottecchia, 32 ans, coureur cycliste italien, vainqueur du Tour de France en 1924 et 1925. (° 1er août 1894).